# Как
Как, Ка́кус (лат. Cacus) — староітальський вогнедишний пастух-велет, що жив у гроті Авентинського пагорба і спалював поля Евандра. Коли Геракл гнав повз печеру Кака волів Геріона, велетень викрав у нього частину череди (чотирьох биків і чотирьох теличок) й заховав. Щоб обдурити Геракла, Как загнав до печери волів задом; ревіння худоби привело героя до печери і після короткого двобою Как був убитий. Міф про Кака наводять Лівій, Овідій та Вергілій. Вони пишуть, що Как був сином Вулкана. За перемогу над Каком Евандр спорудив Гераклові вівтар.